# P31 (apéritif)

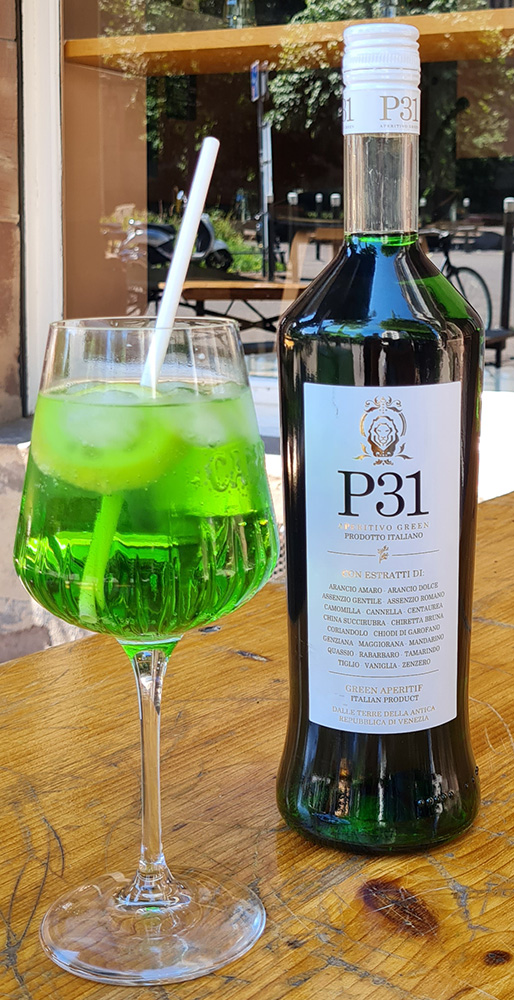
P31 Aperitivo Green avec un verre de Green Spritz

Le P31 est un apéritif créé à Padoue (Italie) et décliné en trois versions : P31 Aperitivo Green, P31 Green Bitter et P31 Green Spritz Ready to Drink.
La recette, tenue secrète, intègre pas moins de 31 ingrédients naturels. Parmi eux, on trouve plus de 20 herbes médicinales et aromatiques sélectionnées, ainsi que de l'absinthe, de la camomille, de la vanille, des clous de girofle et du gingembre. Ces ingrédients, qui ne comprennent toutefois pas de menthe malgré la couleur du produit, sont soumis à une longue macération avant d'être mélangés à de l'alcool.
Le P31 est distribué dans la plupart de pays européens, dont la France.

## Histoire
Le P31 Aperitivo Green a été créé  en 2017 au Caffè Pedrocchi, un emblème de la ville de Padoue et l'un des plus célèbres cafés historiques italiens. Sa recette  est le résultat de plus de deux ans de recherche. Un travail minutieux, mené avec l'aide d'une équipe technique, a permis de mettre au point sa formule définitive.
Le nom P31 fait référence à son lieu de création : la lettre « P » renvoie au nom du Caffè Pedrocchi, le nombre « 31 » fait à la fois référence à l'année de fondation du Caffè Pedrocchi (1831) et aux 31 herbes et épices qui composent sa recette.
Le produit a été imaginé pour renouveler la tradition du Spritz pour l’amener dans l'esprit du temps. Pour y arriver, il a été choisi d'utiliser des produits naturels apportant une complexité aromatique, de réduire le taux de sucre et d'alcool ainsi que lui donner une couleur verte évoquant ses composantes naturelles. Avant d'être commercialisée en 2017, le P31 a été testé pendant deux ans par la clientèle du Caffè Pedrocchi ainsi que par des gondoliers vénitiens, buveurs traditionnels de Spritz.
Le deuxième né de la famille est le P31 Green Bitter, qui se distingue par un caractère puissant et intense, avec des notes d'absinthe, de gentiane et de gingembre, le tout conçu spécifiquement pour la mixologie.
Dernier né, en 2025, le P31 Green Spritz Ready to Drink est un Green Spritz (Spritz vert en français) en canette prêt à boire.
En 2025 s'est déroulé le P31 Cocktail Kombat, une compétition entre bartender. La finale a eu lieu a Milan le 5 mai 2025 après un parcours de départage sur les réseaux sociaux. Le lauréat a été le bartender Daniele Loche avec le cocktail Nuragic Echo.

## P31 Aperitivo Green
L'Aperitivo Green, premier-né de la famille P31, a été conçu pour réinventer le Spritz traditionnel et donner naissance au Green Spritz  (marque déposée). La recette, élaborée par les barmans du Caffè Pedrocchi, associe le P31 Aperitivo Green avec du prosecco, de l'eau gazeuse et quelques gouttes de citron vert. La boisson peut être décorée avec une tranche de citron vert, de pomme ou un zeste d'orange. Le P31 Aperitivo Green est un apéritif à faible teneur en alcool (11 % vol.), qui se présente au nez avec un bouquet herbacé complexe et un goût harmonieux et très long. Polyvalent, il peut être dégusté pur sur glace ou avec un trait de soda. Il s'avère également être un excellent ingrédient pour la mixologie, permettant de revisiter des classiques ou de créer de nouvelles recettes.
En plus du Green Spritz (« Spritz vert » en français), une autre combinaison intéressante est le Green Bière, qui marie l'Aperitivo Green à de la bière blonde.

### Récettes
- P31 Green Spritz[8] :
  - 3 cl de P31 Aperitivo Green
  - 3 cl de Prosecco
  - 2 cl d'eau gazeuse
  - 1 trait de jus de citron vert + 2 tranches
  - Des glaçons.
- P31 Green Bière[7] :
  - 1 mesure de P31 Aperitivo Green
  - 3 mesures de bière blonde
  - Quelques gouttes de citron vert
- P31 Green Cidre[10] :
  - 2 mesure de P31 Aperitivo Green
  - 3 mesures de cidre
  - Quelques gouttes de citron vert

## P31 Green Bitter
Basé sur les mêmes principes de création de l'Aperitivo Green, le P31 Green Bitter se propose comme un nouvel acteur dans le panorama des bitter italiens. En tant que bitter, il a un teneur en alcool plus élevé (25°) que l'Aperitivo Green. Il se caractérise par son équilibre entre saveurs amères et sucrées. Son utilisation conseillée est dans la mixologie et il est proposé également pour réinventer les cocktails classiques ou créer des nouveaux mélanges. Sa couleur verte offre des possibilité innovante aux bartenders,.

### Récettes
- P31 Negroni Green[13] :
  - 3 cl de P31 Green Bitter
  - 3 cl de Vermouth blanc
  - 3 cl de Gin
  - Remplissez un verre de glaçons. Versez le P31 Aperitivo Green, le Vermouth et le Gin. Remuez délicatement. Décorez d'un zeste de citron ou de citron vert. Décorez d'un zeste de citron ou de citron vert.

- P31 Green Sour[14] :
  - 4,5 cl de  P31 Aperitivo Green
  - 3 cl de jus de citron
  - 1,5 cl de sirop de sureau
  - 2 cl d'albumine
  - Versez tous les ingrédients dans un shaker avec des glaçons et secouez vigoureusement. Versez dans un verre bas et décorez d'un zeste de citron vert.

## P31 Green Spritz Ready to Drink
C'est le cadet de la famille et il a été conçu pour rendre le Green Spritz disponible à tout moment et partout. Avec un très faible teneur en alcool (5,5%), ce premix, intégralement produit en Italie, est proposé en canette de 20cl.